# Pácin
Pácin (slovensky Pacín i Pacýn) je obec v Maďarsku v Borsod-Abaúj-Zemplénské župě v Cigándském okrese.
Má rozlohu 3 393 ha a žije zde přibližně 1 400 obyvatel.

## Zámek
Zámek Pácin byl dokončen v roce 1581 s obdélníkovým půdorysem. Přízemí bylo jednoduché, ale panstvo sídlilo v bohatě zdobeném prvním poschodí. Zdejší dveře a okna byla vsazena do jemně vyřezávaných renesančních rámů, pokoje opatřené valenou klenbou nebo stropy s trámovím byly vytápěny kachlovými kamny. Nad vchodem visel rodinný erb a okenní rámy a modročervené malby na nárožích budovy jsou patrné i do dnešních dnů. Po smrti Andráse Mágóchy v roce 1586 se rodina kvůli sporu o majetek soudila. Roku 1590 se zámek stal sídlem Ference Pácin Alaghy. Nový majitel jej ještě více zkrášlil: na každém z nároží hlavního průčelí nechal vystavět věž a plochy zdí pokrýt malbami a sgrafity. Po vymření rodiny Alaghy byl předán v roce 1631 zámek jako královský dar rodině Sennyei. Začátkem 19. století byl zámek přestavěn v romantickém stylu a založena zahrada. Jako nejcennější epocha při rekonstrukci zámku byl památkáři zvolen styl pozdní renesance. Pečlivě zrestaurovaný zámek je možné od roku 1987 navštěvovat jako zámecké muzeum Bodrogköz.